# Вальес-Оксиденталь

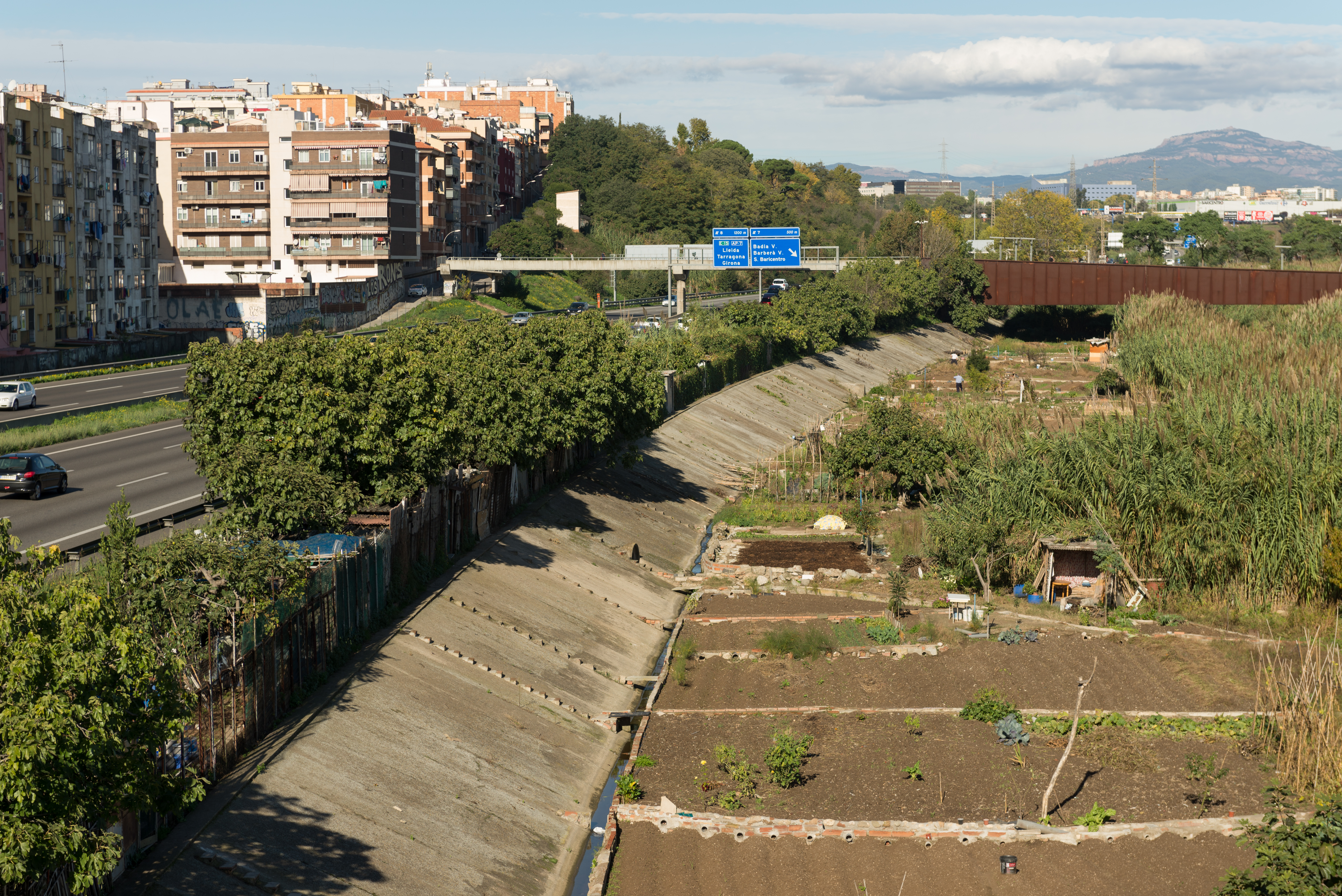
Riu Ripoll

Вальес-Оксиденталь (кат. Vallès Occidental) — район (комарка) в Испании, входит в провинцию Барселона в составе автономного сообщества Каталония.

## Муниципалитеты
1. Бадиа-дель-Вальес
2. Барбера-дель-Вальес
3. Кастельяр-дель-Вальес
4. Кастельбисбаль
5. Серданьола-дель-Вальес
6. Гальифа
7. Матадепера
8. Монкада-и-Решак
9. Палау-солита-де-Плегаманс
10. Полинья
11. Рельинарс
12. Рипольет
13. Руби (Барселона)
14. Сабадель
15. Сан-Кугат-дель-Вальес
16. Сан-Льоренс-Саваль
17. Сан-Кирзе-дель-Вальес
18. Санта-Перпетуа-де-Могода
19. Сентменат
20. Террасса
21. Ульястрель
22. Вакариссес
23. Виладекавальс